# Brachygalea tripunctata
Brachygalea tripunctata là một loài bướm đêm trong họ Noctuidae.